# Ekor lotong

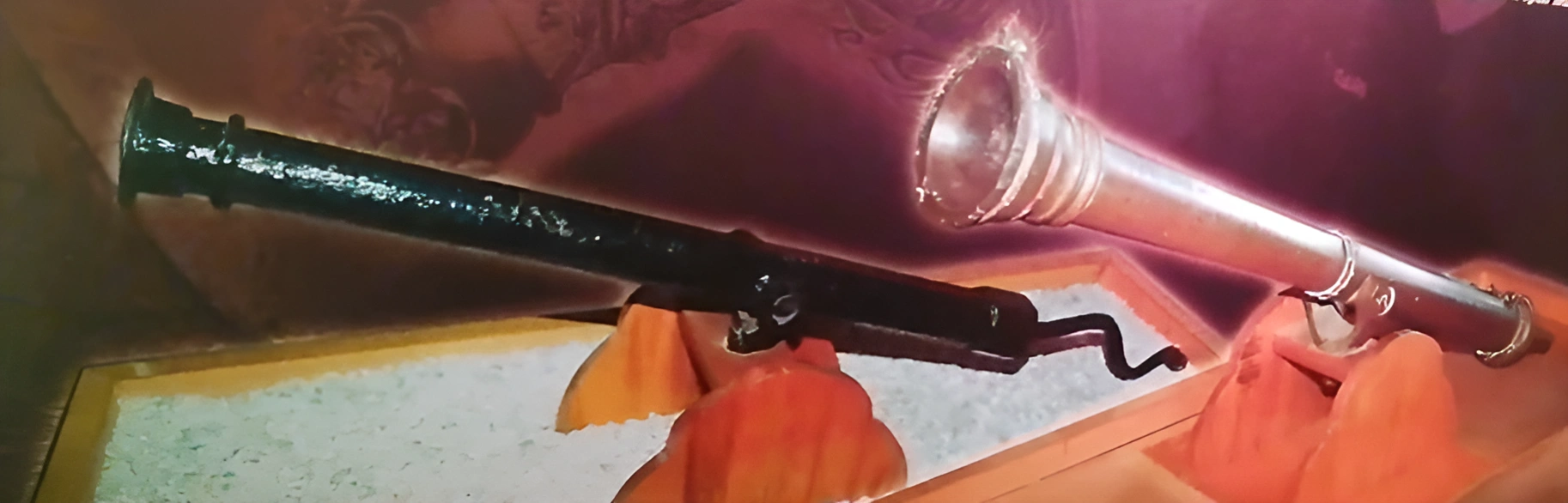
Dos pedreros en Muzium Istana Jahar, Kota Bharu, Kelantan, Malasia. El negro es un ekor lutong.

Ekor lotong, ekor lutong, o ekor lutung se refiere a un tipo de arma de fuego malaya tradicional que usa pólvora. También se le conoce como «cañón de cola de mono».
El ekor lotong es una especie de pedrero relativamente pequeño. Por lo general, los ekor lotongs están hechos de hierro. El nombre «ekor lotong» significa «cola de lotong» (mono) y hace referencia al mango en la parte posterior del cañón utilizado para apuntar el cañón. El mango generalmente es curvo (parecido a la cola de un mono), y también está hecho de hierro.